# Dögölj meg, drága Mona!
A Dögölj meg, drága Mona! (eredeti cím: Drowning Mona) 2000-ben bemutatott amerikai bűnügyi vígjáték, melyet Peter Steinfeld forgatókönyvéből Nick Gomez rendezett. A főszerepet Danny DeVito, Bette Midler, Neve Campbell, Jamie Lee Curtis, Casey Affleck és William Fichtner alakítja.
A filmet az Amerikai Egyesült Államokban 2000. március 3-án mutatták be, Magyarországon október 19-én a Flamex jóvoltából. Általánosságban negatív kritikákat kapott az értékelőktől.

## Cselekmény
Amikor egy mindenki által gyűlölt nő autóval a folyóba hajt és meghal, mert nem működött a fék, egy kisváros teljes lakossága gyanúsítottá válik.

## Szereplők
| Színész            | Szerep                          | Magyar hang      |
| ------------------ | ------------------------------- | ---------------- |
| Danny DeVito       | Wyatt Rash rendőrfőnök          | Balázs Péter     |
| Bette Midler       | Mona Dearly                     | Tóth Judit       |
| Neve Campbell      | Ellen "Ellie" Rash              | Roatis Andrea    |
| Jamie Lee Curtis   | Rona Mace                       | Kovács Nóra      |
| Casey Affleck      | Bobby Calzone                   | Bolba Tamás      |
| William Fichtner   | Phil Dearly                     | Fazekas István   |
| Marcus Thomas      | Jeph Dearly                     | Széles Tamás     |
| Peter Dobson       | Feege Gruber hadnagy            | Selmeczi Roland  |
| Kathleen Wilhoite  | Lucinda                         | Makay Andrea     |
| Mark Pellegrino    | Murph Calzone                   | Bozsó Péter      |
| Tracey Walter      | Clarence                        | Csuha Lajos      |
| Will Ferrell       | Cubby, a temetkezési vállalkozó | Józsa Imre       |
| Paul Ben-Victor    | Tony Carlucci rendőr            | Rosta Sándor     |
| Paul Schulze       | Jimmy D. rendőr                 | Kerekes József   |
| Melissa McCarthy   | Shirley                         | Solecki Janka    |
| Brian Doyle-Murray | vontató sofőr                   |                  |
| Raymond O'Connor   | Tom atya                        | Berzsenyi Zoltán |
| Lisa Rieffel       | Valerie                         | Ősi Ildikó       |

## Bevételi adatok
A film a nyitóhétvégén 5,8 millió dollárt termelt az észak-amerikai mozikban, ezzel a 4. legjobb bevételt érve el a Kutyám, Skip, A második legjobb dolog és a Bérgyilkos a szomszédom mögött. 6 millió dolláros költségvetéséhez képest az összbevétele 15,9 millió dollár lett.

## Fordítás
- Ez a szócikk részben vagy egészben  a   Drowning Mona című angol Wikipédia-szócikk fordításán alapul.  Az eredeti cikk szerkesztőit annak laptörténete sorolja fel. Ez a jelzés csupán a megfogalmazás eredetét és a szerzői jogokat jelzi, nem szolgál a cikkben szereplő információk forrásmegjelöléseként.